# Xã Seminary, Quận Fayette, Illinois
Xã Seminary (tiếng Anh: Seminary Township) là một xã thuộc quận Fayette, tiểu bang Illinois, Hoa Kỳ. Năm 2010, dân số của xã này là 498 người.